# Hyleorus arctornis
Hyleorus arctornis är en tvåvingeart som beskrevs av Chao och Zhou 1992. Hyleorus arctornis ingår i släktet Hyleorus och familjen parasitflugor.
Artens utbredningsområde är Hunan (Kina). Inga underarter finns listade i Catalogue of Life.